# باربرا رينغ
باربرا رينغ (بالنرويجية البوكمول: Barbra Ring)‏ هي ناقدة أدبية وكاتبة للأطفال وكاتِبة نرويجية، ولدت في 4 يوليو 1870 في درامن في النرويج، وتوفيت في 16 مايو 1955 في أوسلو في النرويج.

## وصلات خارجية
- باربرا رينغ على موقع الموسوعة البريطانية (الإنجليزية)